# Asianux
Asianux（アジアナックス）は、2003年から2015年にかけて日本・中国・韓国の3か国の企業を中心にRed Hat Enterprise Linux (RHEL) をベースとして共同開発されたLinux OS、およびその開発プロジェクトの名称である。2015年9月にAsianux開発プロジェクトは解散し、Asianuxの商標は各国の企業が自国で保持している。

## 概要
Asianux は、米国の Red Hat Linux、欧州のSUSE Linuxと並ぶ、アジアを代表するLinux ディストリビューションを提供することを目的としていた。日本語・中国語・韓国語といったマルチバイト文字を扱う言語環境は世界的に見れば特殊な分野であり、これをコンピュータで適切に処理するのは困難な問題が存在した。Asianuxの大きな特徴は、これらの言語を標準でサポートすることであり、下記「参加企業」の項目の通り、日本・中国・韓国、およびベトナム（2007年8月参加）、タイ（2008年12月参加）、スリランカ（2010年7月）にまたがる6つの企業によって共同で開発が行われた。

## 沿革
2003年12月にミラクル・リナックス社(日本)、Red Flag社(中国)の2社でAsianuxプロジェクトはスタートした。2004年10月にHaanSoft社(韓国)がプロジェクトに参加し、3社による共同開発を開始。2007年12月にAsianux Co.を設立し、VietSoftware社(ベトナム)、WTEC社(タイ)、Enterprise Technology社(スリランカ)がAsianuxプロジェクトに参加し、ワールドワイドで製品名を「Asianux」という名称で統一し各国で販売が行われた。日本国内ではミラクル・リナックス株式会社（現サイバートラスト株式会社)　により2007年9月に「Asianux Server 3 == MIRACLE LINUX V5」として出荷されている。その後、Asianuxプロジェクト終了し、2015年9月に解散した。なお、Asianuxという登録商標は日本国内ではサイバートラスト株式会社が、保有している。

## 参加企業
- 日本: ミラクル・リナックス株式会社(現サイバートラスト株式会社)
- 中国: 北京中科紅旗軟件技術有限公司 (Red Flag Software Co., Ltd.)
- 韓国: ハングルファコンピュータ (Hancom)
- ベトナム: ベトソフトウェア (Vietsoftware, Inc)
- タイ: WTEC (WTEC Co., Ltd.)
- スリランカ: エンタープライズテクノロジー (Enterprise Technology Co., Ltd.)

## リリース
- 2004年6月30日 ‐ Asianux 1.0 リリース。以下の製品名で配布開始。Asianux 1.0

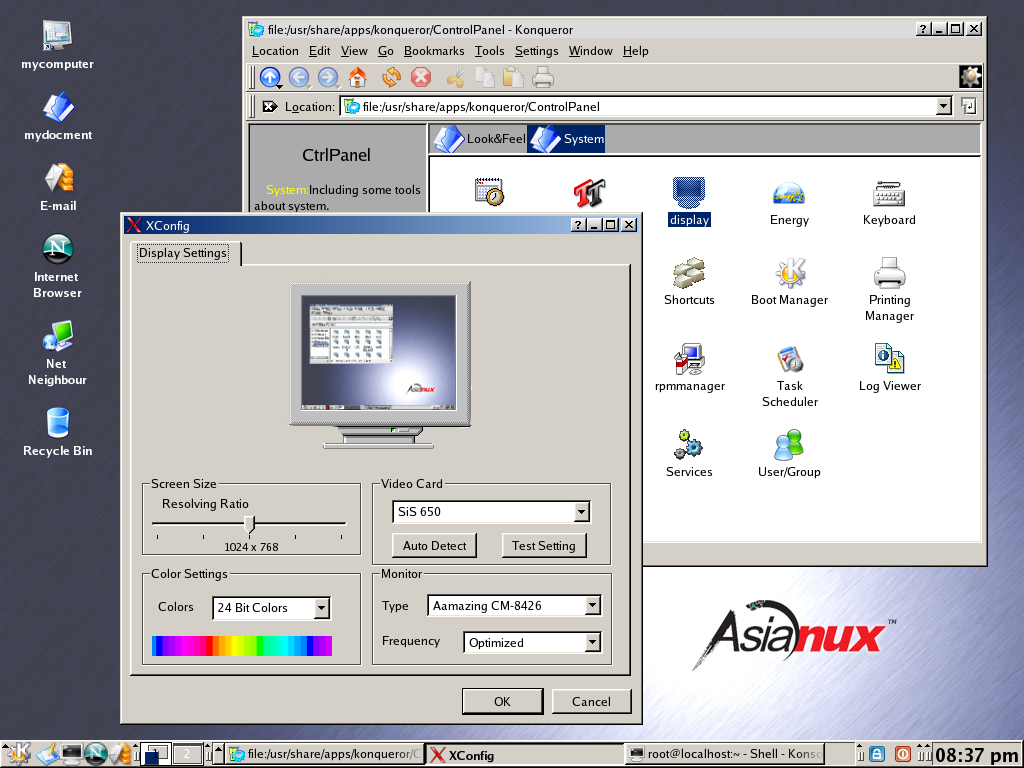
Asianux 1.0

  - MIRACLE Linux V3.0 ‐ Asianux Inside
  - Red Flag DC Server 4.1 ‐ Asianux Inside
- 2005年8月26日 ‐ Asianux 2.0 リリース。以下の製品名で配布開始。
  - MIRACLE Linux V4.0 ‐ Asianux Inside
  - Red Flag DC Server 5.0 ‐ Asianux Inside
  - Red Flag 5.0 Workstation
  - Haansoft Linux 2006 Server & Server 64 ‐ Asianux Inside
  - Haansoft Linux 2006 Workstation 正式版は2006年3月27日無償配布開始。その後製品版を発売。
- 2007年4月8日 ‐ Asianux OpenEdition 3 GA がHaansoft Linuxよりリリース（無償公開）。以下の製品名で配布開始。
  - Asianux Desktop 3 - 2007年6月22日
- 2007年9月18日 ‐ Asianux Server 3.0 の製品名で配布開始。
  - MIRACLE LINUX V5
- 2012年1月17日 ‐ Asianux Server 4.0 の製品名で配布開始。
  - MIRACLE LINUX V6